# Камыш-Узяк
Камыш-Узяк (баш. Ҡамышүҙәк) — деревня в Зилаирском районе Республики Башкортостан Российской Федерации. Входит в состав Матраевского сельсовета.

## География

### Географическое положение
Расстояние до:
- районного центра (Зилаир): 64 км,
- центра сельсовета (Матраево): 13 км,
- ближайшей железнодорожной станции (Сибай): 128 км.

## Население
| 2002 | 2009 | 2010 |
| ---- | ---- | ---- |
| 16   | ↘8   | ↘3   |

Национальный состав
Согласно переписи 2002 года, преобладающая национальность — башкиры (100 %).